# Grand Prix automobile d'Abou Dabi 2010
GP précédent GP suivant
Le Grand Prix automobile d'Abou Dabi 2010 (2010 Formula 1 Etihad Airways Abu Dhabi Grand Prix), disputé sur le circuit Yas Marina le 14 novembre 2010, est la deuxième édition du Grand Prix, la 839e épreuve du championnat du monde de Formule 1 courue depuis 1950 et la dix-neuvième et dernière manche du championnat 2010.

## Essais libres

### Vendredi après-midi séance de 13 h 00
| Pos. | Pilote           | Voiture          | Chrono         | Écart     |
| ---- | ---------------- | ---------------- | -------------- | --------- |
| 1    | Sebastian Vettel | Red Bull-Renault | 1 min 42 s 760 |           |
| 2    | Lewis Hamilton   | McLaren-Mercedes | 1 min 43 s 369 | + 0 s 609 |
| 3    | Jenson Button    | McLaren-Mercedes | 1 min 43 s 785 | + 1 s 025 |
| 4    | Mark Webber      | Red Bull-Renault | 1 min 43 s 840 | + 1 s 080 |
| 5    | Robert Kubica    | Renault          | 1 min 44 s 080 | + 1 s 320 |
| 6    | Fernando Alonso  | Ferrari          | 1 min 44 s 121 | + 1 s 361 |

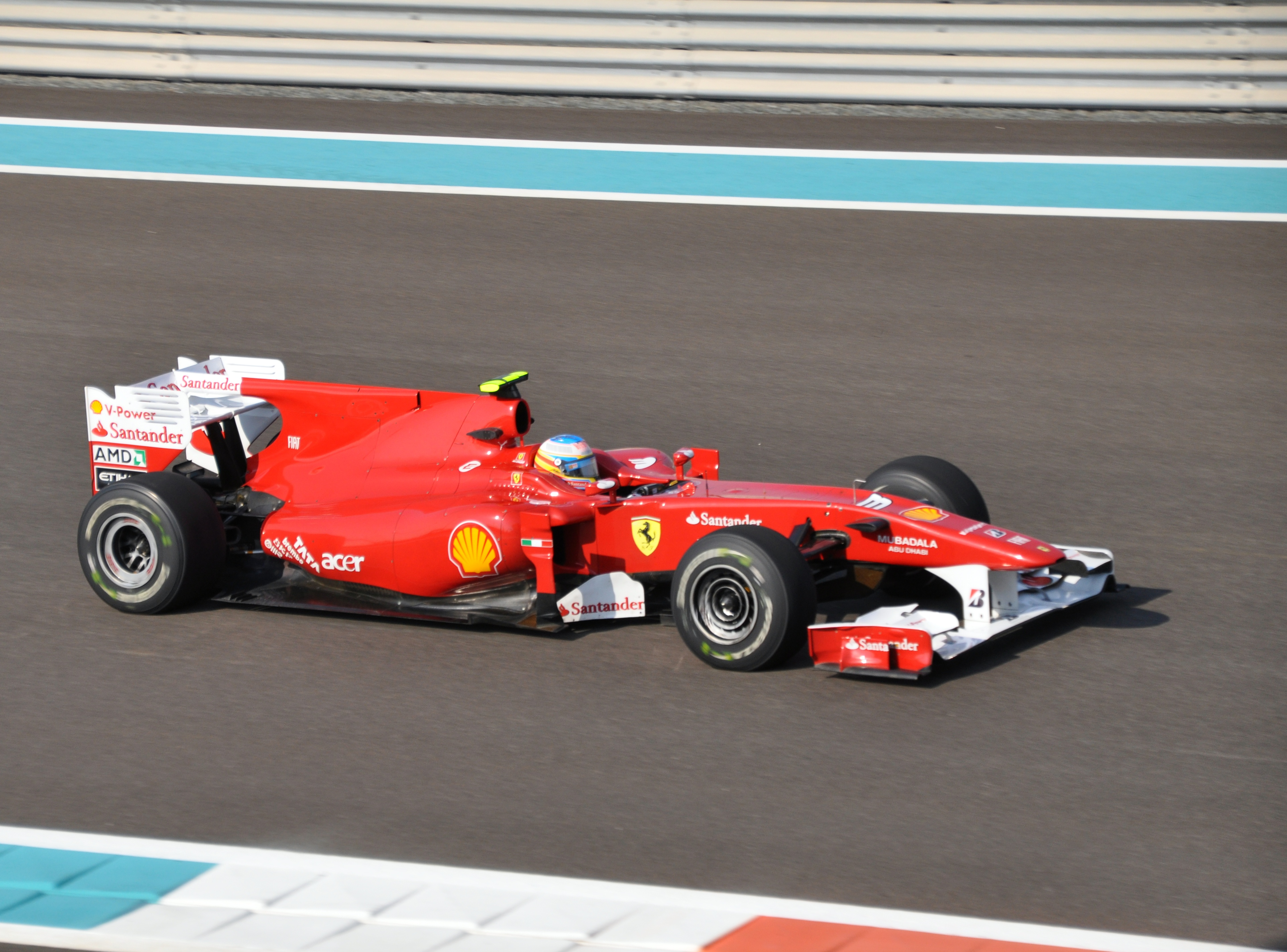
Fernando Alonso rate le titre mondial à Abou Dabi et termine vice-champion du monde

- Note : Fairuz Fauzy, pilote essayeur chez Lotus Racing, remplace Heikki Kovalainen lors de cette séance d'essais.

### Vendredi après-midi séance de 17 h 00

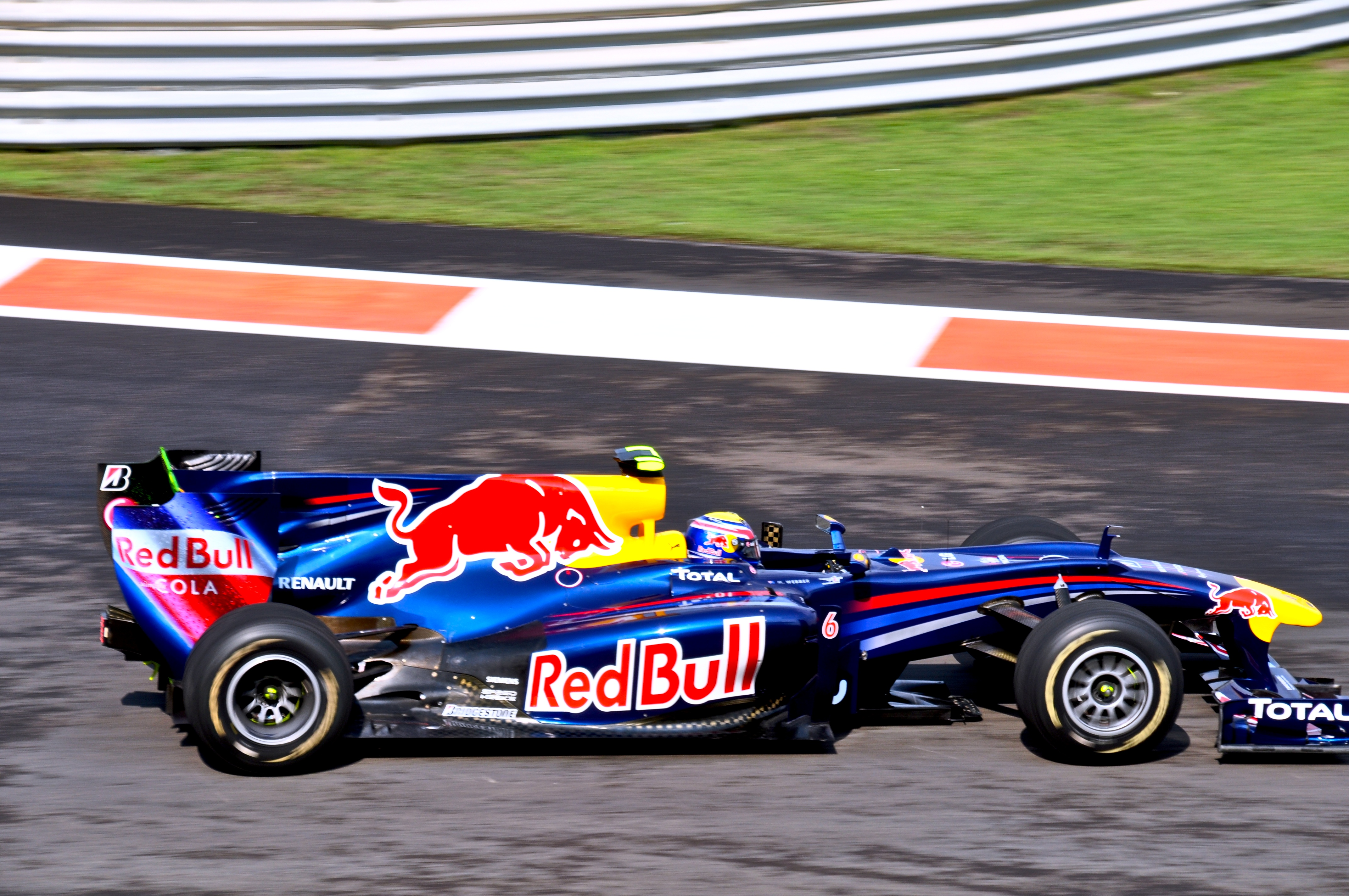
Mark Webber rate le titre mondial à Abou Dabi et termine troisième du championnat

| Pos. | Pilote           | Voiture          | Chrono         | Écart     |
| ---- | ---------------- | ---------------- | -------------- | --------- |
| 1    | Lewis Hamilton   | McLaren-Mercedes | 1 min 40 s 888 |           |
| 2    | Sebastian Vettel | Red Bull-Renault | 1 min 41 s 145 | + 0 s 257 |
| 3    | Fernando Alonso  | Ferrari          | 1 min 41 s 314 | + 0 s 426 |
| 4    | Mark Webber      | Red Bull-Renault | 1 min 41 s 315 | + 0 s 427 |
| 5    | Robert Kubica    | Renault          | 1 min 41 s 576 | + 0 s 688 |
| 6    | Felipe Massa     | Ferrari          | 1 min 41 s 583 | + 0 s 695 |

### Samedi après-midi séance de 14 h 00

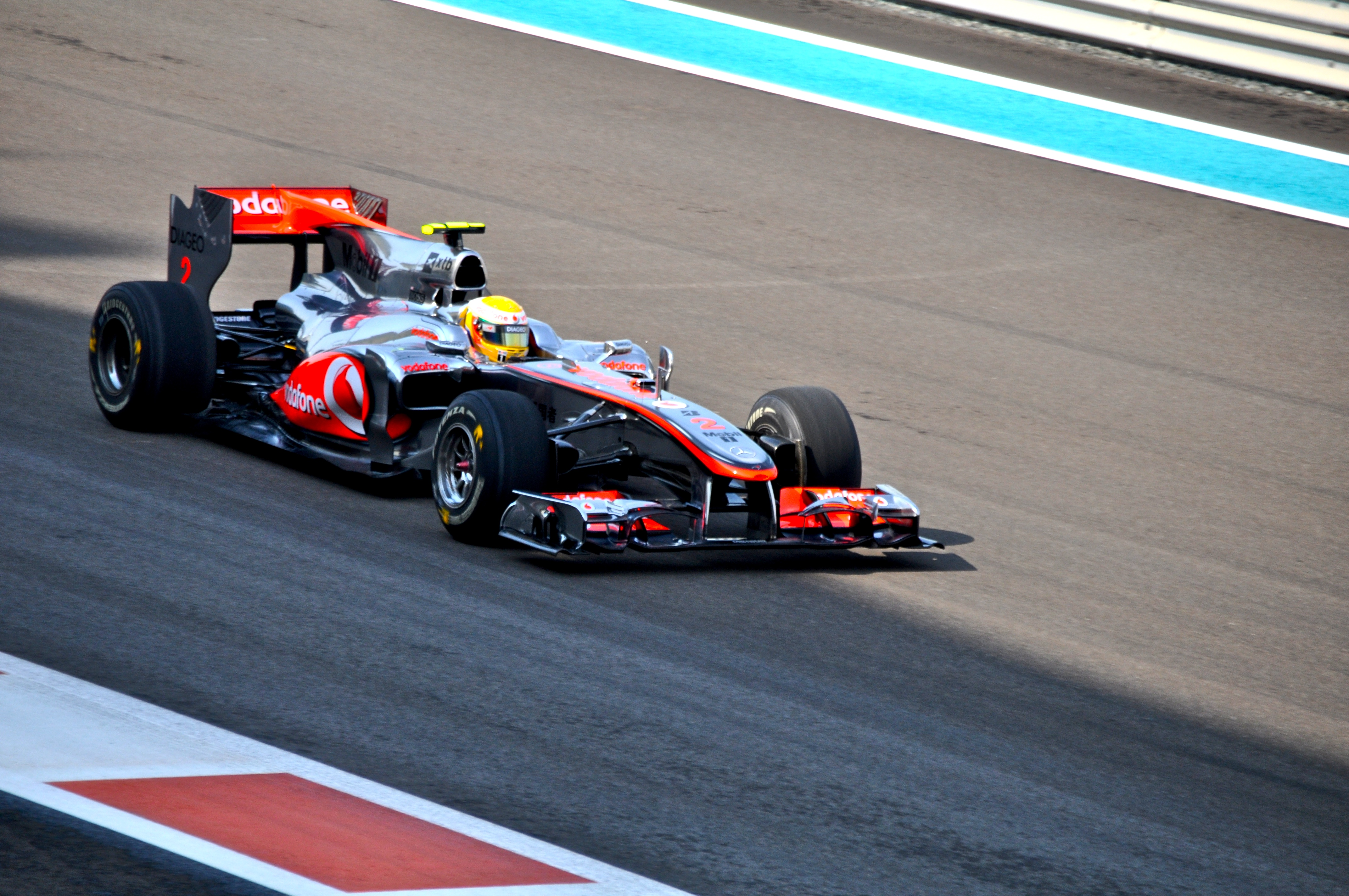
Lewis Hamilton, second à Abou Dabi, termine quatrième du championnat

| Pos. | Pilote           | Voiture          | Chrono         | Écart     |
| ---- | ---------------- | ---------------- | -------------- | --------- |
| 1    | Sebastian Vettel | Red Bull-Renault | 1 min 40 s 696 |           |
| 2    | Mark Webber      | Red Bull-Renault | 1 min 40 s 829 | + 0 s 133 |
| 3    | Lewis Hamilton   | McLaren-Mercedes | 1 min 41 s 280 | + 0 s 584 |
| 4    | Fernando Alonso  | Ferrari          | 1 min 41 s 490 | + 0 s 794 |
| 5    | Jenson Button    | McLaren-Mercedes | 1 min 41 s 578 | + 0 s 882 |
| 6    | Vitaly Petrov    | Renault          | 1 min 41 s 689 | + 0 s 993 |

## Grille de départ

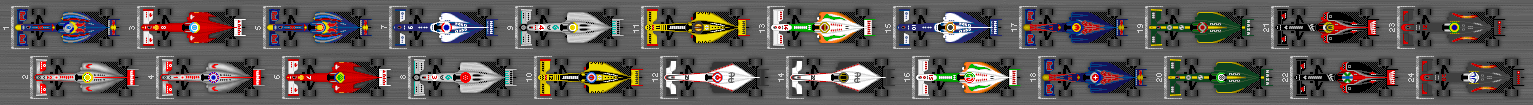
La grille de qualification du Grand Prix.

| Pos. | Pilote             | Écurie               | Qualifications 1 | Qualifications 2 | Qualifications 3 |
| ---- | ------------------ | -------------------- | ---------------- | ---------------- | ---------------- |
| 1    | Sebastian Vettel   | Red Bull-Renault     | 1 min 40 s 318   | 1 min 39 s 874   | 1 min 39 s 394   |
| 2    | Lewis Hamilton     | McLaren-Mercedes     | 1 min 40 s 335   | 1 min 40 s 119   | 1 min 39 s 425   |
| 3    | Fernando Alonso    | Ferrari              | 1 min 40 s 170   | 1 min 40 s 311   | 1 min 39 s 792   |
| 4    | Jenson Button      | McLaren-Mercedes     | 1 min 40 s 877   | 1 min 40 s 014   | 1 min 39 s 823   |
| 5    | Mark Webber        | Red Bull-Renault     | 1 min 40 s 690   | 1 min 40 s 074   | 1 min 39 s 925   |
| 6    | Felipe Massa       | Ferrari              | 1 min 40 s 942   | 1 min 40 s 323   | 1 min 40 s 202   |
| 7    | Rubens Barrichello | Williams-Cosworth    | 1 min 40 s 904   | 1 min 40 s 476   | 1 min 40 s 203   |
| 8    | Michael Schumacher | Mercedes             | 1 min 41 s 222   | 1 min 40 s 452   | 1 min 40 s 516   |
| 9    | Nico Rosberg       | Mercedes             | 1 min 40 s 231   | 1 min 40 s 060   | 1 min 40 s 589   |
| 10   | Vitaly Petrov      | Renault              | 1 min 41 s 018   | 1 min 40 s 658   | 1 min 40 s 901   |
| 11   | Robert Kubica      | Renault              | 1 min 41 s 336   | 1 min 40 s 780   |                  |
| 12   | Kamui Kobayashi    | BMW Sauber-Ferrari   | 1 min 41 s 045   | 1 min 40 s 783   |                  |
| 13   | Adrian Sutil       | Force India-Mercedes | 1 min 41 s 473   | 1 min 40 s 914   |                  |
| 14   | Nick Heidfeld      | BMW Sauber-Ferrari   | 1 min 41 s 409   | 1 min 41 s 113   |                  |
| 15   | Nico Hülkenberg    | Williams-Cosworth    | 1 min 41 s 015   | 1 min 41 s 418   |                  |
| 16   | Vitantonio Liuzzi  | Force India-Mercedes | 1 min 41 s 681   | 1 min 41 s 642   |                  |
| 17   | Jaime Alguersuari  | Toro Rosso-Ferrari   | 1 min 41 s 707   | 1 min 41 s 738   |                  |
| 18   | Sébastien Buemi    | Toro Rosso-Ferrari   | 1 min 41 s 824   |                  |                  |
| 19   | Jarno Trulli       | Lotus-Cosworth       | 1 min 43 s 516   |                  |                  |
| 20   | Heikki Kovalainen  | Lotus-Cosworth       | 1 min 43 s 712   |                  |                  |
| 21   | Timo Glock         | Virgin-Cosworth      | 1 min 44 s 095   |                  |                  |
| 22   | Lucas di Grassi    | Virgin-Cosworth      | 1 min 44 s 510   |                  |                  |
| 23   | Bruno Senna        | HRT-Cosworth         | 1 min 45 s 085   |                  |                  |
| 24   | Christian Klien    | HRT-Cosworth         | 1 min 45 s 296   |                  |                  |

## Course

### Déroulement de l'épreuve

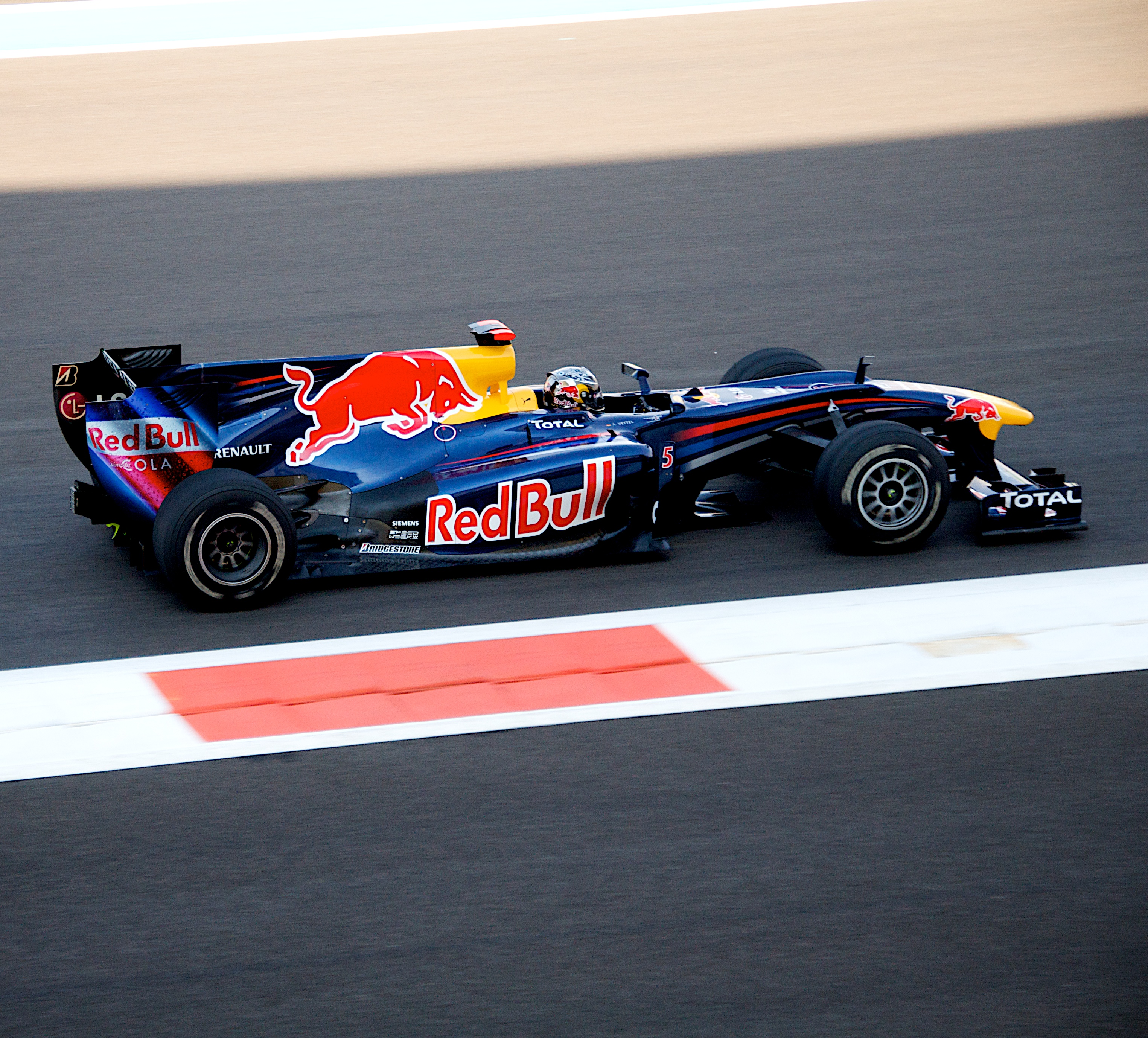
Sebastian Vettel remporte le Grand Prix et le championnat du monde

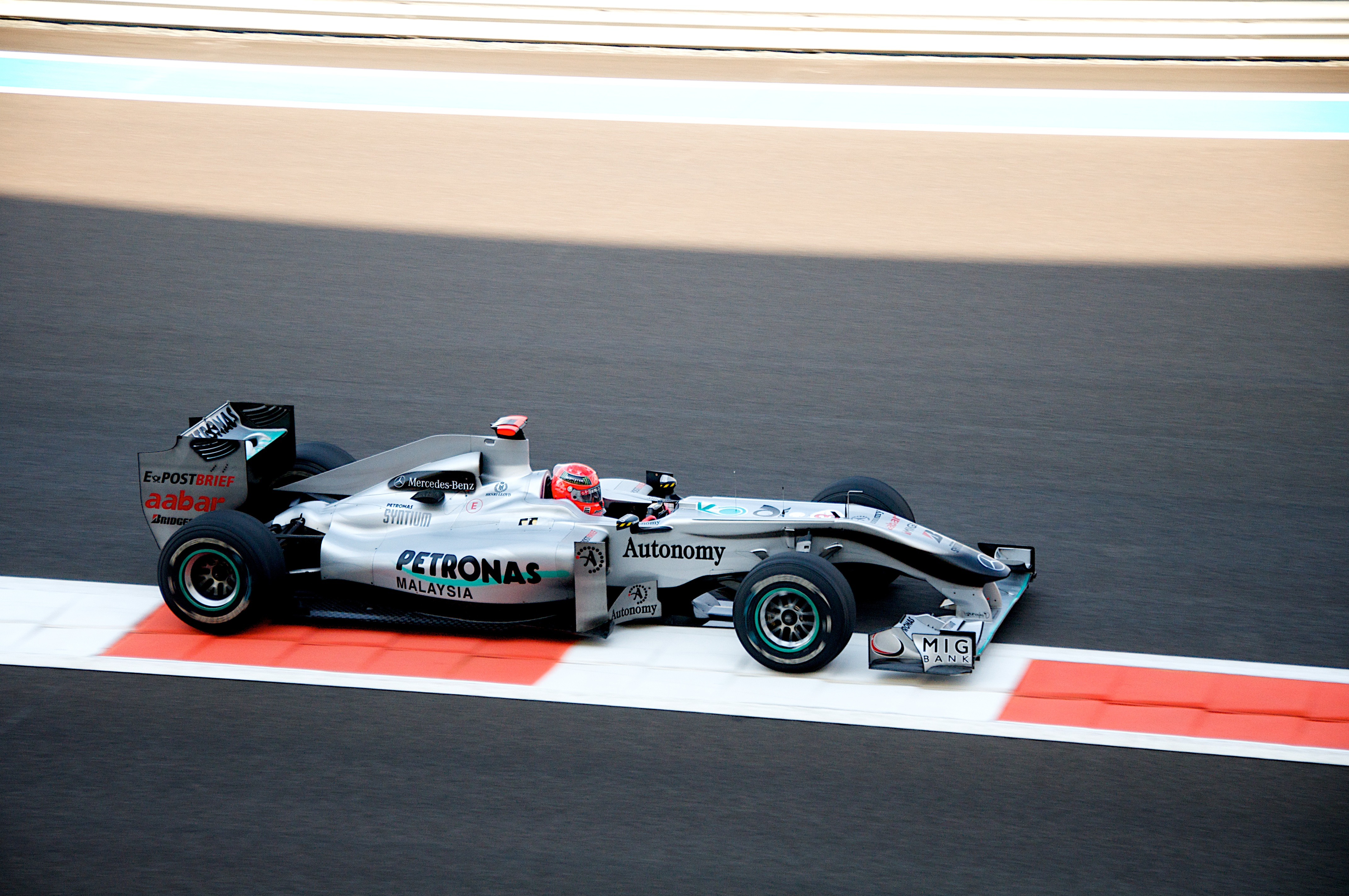
Michael Schumacher sous le soleil d'Abou Dabi

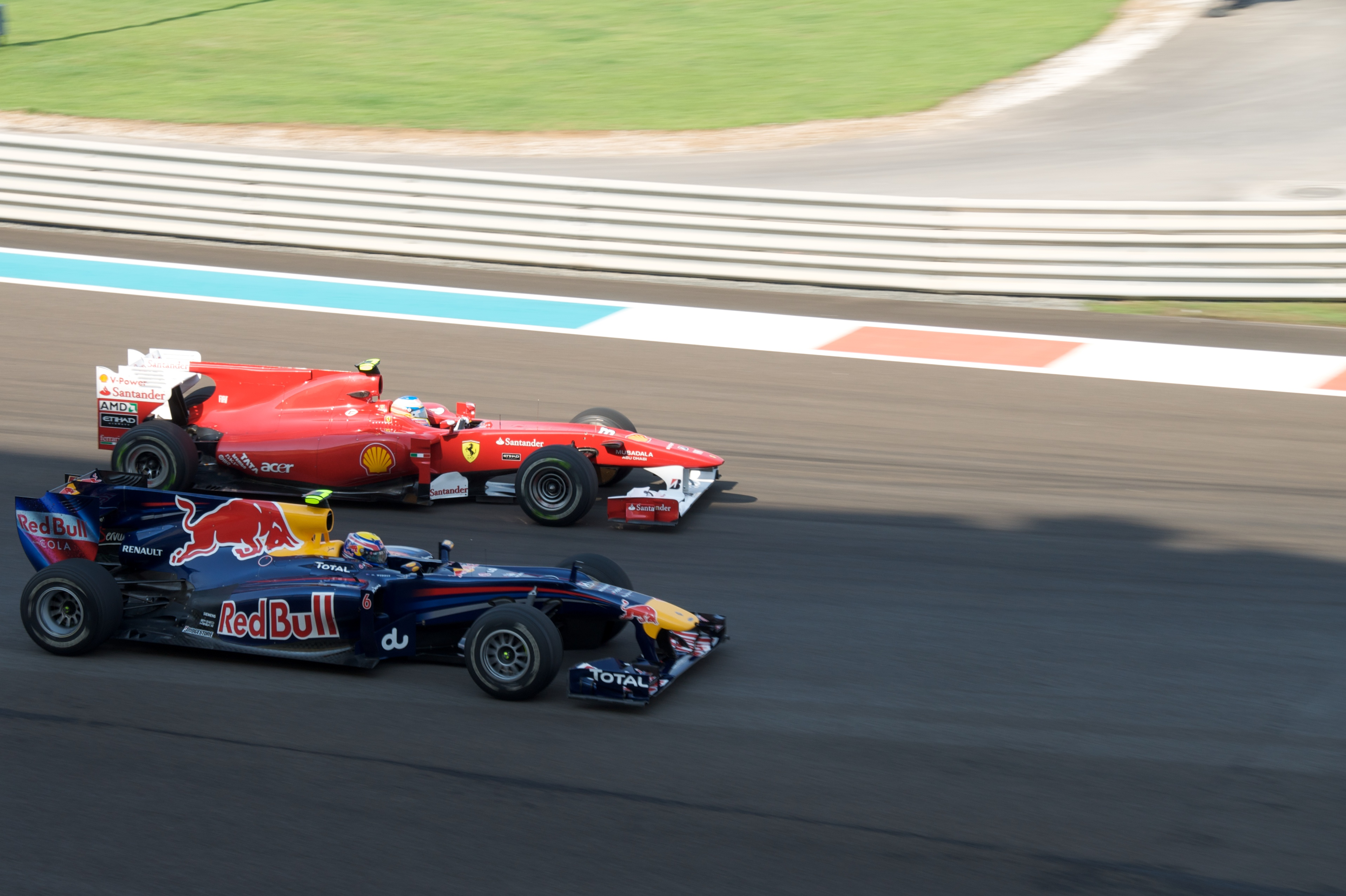
Les deux perdants du championnat, Webber et Alonso, en lutte à Abou Dabi

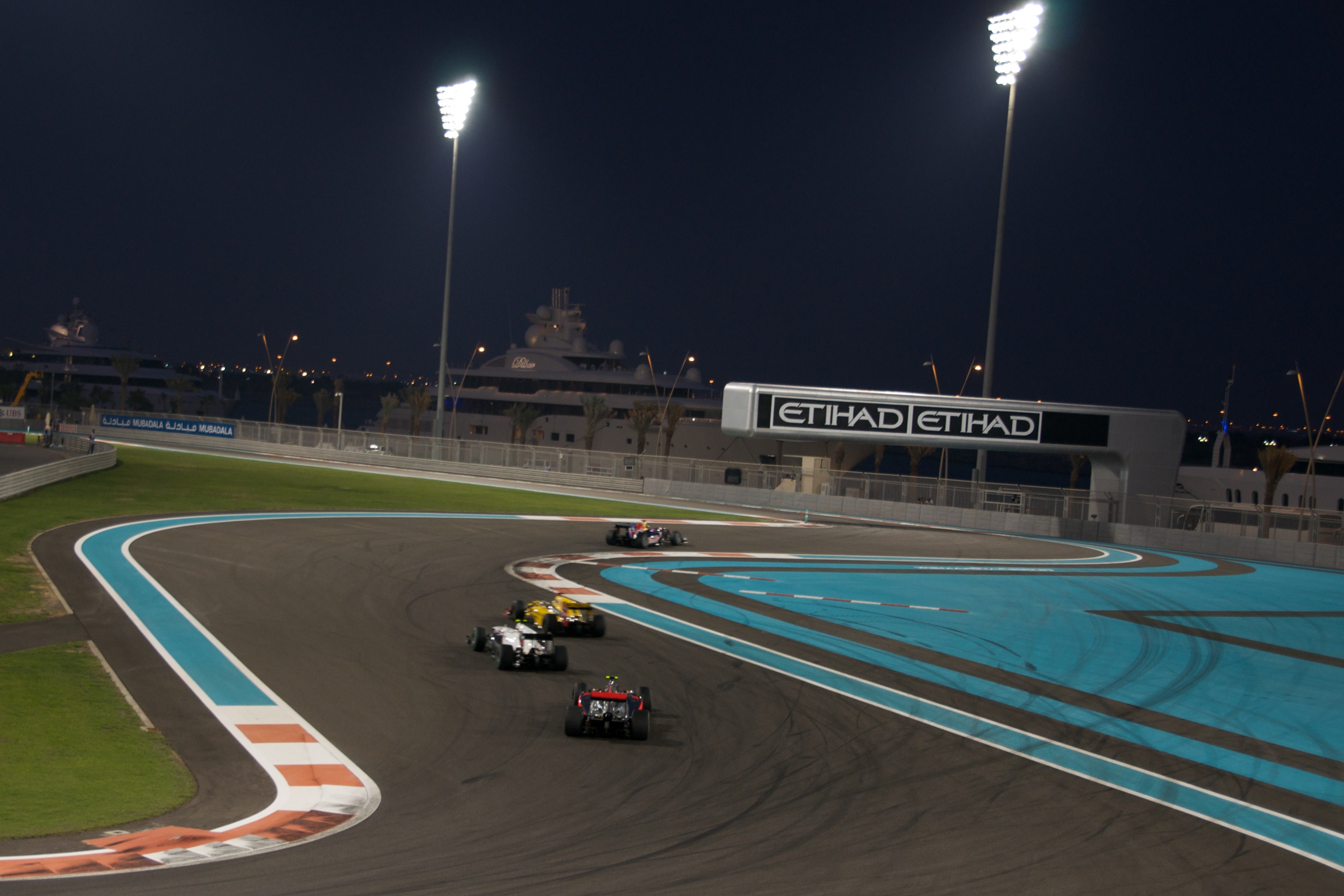
Sebastian Vettel, Robert Kubica, Kamui Kobayashi, Lewis Hamilton dans la nuit d'Abou Dabi

Pour la première fois depuis la création du championnat du monde en 1950, quatre pilotes sont encore en lice pour le titre mondial à l’occasion de la dernière manche du championnat. Fernando Alonso est en tête du championnat et devance Mark Webber, Sebastian Vettel et Lewis Hamilton. Les vingt-quatre pilotes sont présents sur la grille de départ sous une température ambiante de 24° qui va peu à peu décliner au fur et à mesure que le soleil se couche, l’éclairage artificiel prenant le relais de la lumière naturelle. À l’extinction des feux, Vettel, en pole position, prend un excellent départ et devance Hamilton, Jenson Button, Alonso, Webber et Felipe Massa. Quelques hectomètres plus loin, Michael Schumacher part en tête-à-queue et reste bloqué sur la piste où il est percuté violemment par Vitantonio Liuzzi. Le museau de la Force India passe à ras du casque de Schumacher mais aucun des pilotes, tous deux contraints à l’abandon, n’est blessé. 
La voiture de sécurité entre en action à la fin de la première boucle et Nico Rosberg, Vitaly Petrov, Jaime Alguersuari, Bruno Senna, Lucas di Grassi rentrent aux stands changer de pneus. Le classement derrière la voiture de sécurité est alors Vettel devant Hamilton, Button, Alonso, Webber, Massa, Rubens Barrichello, Kamui Kobayashi, Adrian Sutil, Robert Kubica, Nick Heidfeld, Sébastien Buemi, Nico Hülkenberg... La voiture de sécurité libère la meute à l’entame du cinquième tour et Sebastian Vettel se relance parfaitement devant Hamilton, Button, Alonso et Webber. Au sixième tour, Alonso est virtuellement champion du monde avec deux points d’avance sur Vettel. Au huitième tour, Vettel possède 2 secondes d’avance sur Hamilton, 5 s sur Button, 7 s sur Alonso,8 s sur Webber et 9 s sur Massa.
Webber est le premier pilote en lice pour le titre à s’arrêter changer ses pneus au onzième tour. Il reprend la piste en seizième position et, bloqué derrière Rosberg, Alguersuari et Petrov qui ont déjà changé leurs pneus, est désormais en mauvaise posture pour décrocher le titre mondial. Massa change ses pneus au treizième tour, Alonso, qui calque sa course sur celle de Webber, et Heidfeld au quinzième, Barrichello au dix-huitième et Hamilton au vingt-troisième.
Alonso reprend la piste en onzième position, derrière Petrov et devant Webber, mais le jeune pilote russe de l’équipe Renault résiste à l’Espagnol qui ne parvient pas à le doubler. Sebastian Vettel change ses pneus au vingt-quatrième tour et remonte en piste à la deuxième place, derrière Button qui n’a pas encore changé de pneus tandis qu’Alonso et Webber sont toujours bloqués derrière Petrov. Au trente-cinquième tour, Vettel est désormais virtuellement champion du monde avec deux points d’avance sur Alonso.
Entre le trente-sixième et le quarante-septième tour, Hülkenberg, Buemi, Button, Timo Glock, Heikki Kovalainen, Kubica et Sutil changent leurs gommes. Au quarante-huitième tour, Vettel précède Hamilton, Button, Rosberg, Kubica, Petrov, Alonso, Webber, Alguersuari et Massa. Vettel, virtuellement champion du monde avec 4 points d’avance sur Alonso, n’a plus qu’à poursuivre au même rythme jusqu’au drapeau à damier, Alonso restant bloqué derrière Petrov.
Sebastian Vettel signe sa cinquième victoire de la saison et devient le plus jeune champion du monde de l’histoire de la Formule 1. Hamilton termine à la deuxième place devant Button, Rosberg, Kubica, Petrov, Alonso, Webber, Alguersuari et Massa.

### Classement de la course
| Pos. | no | Pilote             | Écurie               | Tours | Temps/Abandon                      | Grille | Points |
| ---- | -- | ------------------ | -------------------- | ----- | ---------------------------------- | ------ | ------ |
| 1    | 5  | Sebastian Vettel   | Red Bull-Renault     | 55    | 1 h 39 min 36 s 837 (183,927 km/h) | 1      | 25     |
| 2    | 2  | Lewis Hamilton     | McLaren-Mercedes     | 55    | + 10 s 162                         | 2      | 18     |
| 3    | 1  | Jenson Button      | McLaren-Mercedes     | 55    | + 11 s 047                         | 4      | 15     |
| 4    | 4  | Nico Rosberg       | Mercedes             | 55    | + 30 s 747                         | 9      | 12     |
| 5    | 11 | Robert Kubica      | Renault              | 55    | + 39 s 026                         | 11     | 10     |
| 6    | 12 | Vitaly Petrov      | Renault              | 55    | + 43 s 520                         | 10     | 8      |
| 7    | 8  | Fernando Alonso    | Ferrari              | 55    | + 43 s 797                         | 3      | 6      |
| 8    | 6  | Mark Webber        | Red Bull-Renault     | 55    | + 44 s 243                         | 5      | 4      |
| 9    | 17 | Jaime Alguersuari  | Toro Rosso-Ferrari   | 55    | + 50 s 201                         | 17     | 2      |
| 10   | 7  | Felipe Massa       | Ferrari              | 55    | + 50 s 868                         | 6      | 1      |
| 11   | 22 | Nick Heidfeld      | BMW Sauber-Ferrari   | 55    | + 51 s 551                         | 14     |        |
| 12   | 9  | Rubens Barrichello | Williams-Cosworth    | 55    | + 57 s 686                         | 7      |        |
| 13   | 14 | Adrian Sutil       | Force India-Mercedes | 55    | + 58 s 325                         | 13     |        |
| 14   | 23 | Kamui Kobayashi    | BMW Sauber-Ferrari   | 55    | + 59 s 558                         | 12     |        |
| 15   | 16 | Sébastien Buemi    | Toro Rosso-Ferrari   | 55    | + 1 min 03 s 178                   | 18     |        |
| 16   | 10 | Nico Hülkenberg    | Williams-Cosworth    | 55    | + 1 min 04 s 763                   | 15     |        |
| 17   | 19 | Heikki Kovalainen  | Lotus-Cosworth       | 54    | + 1 tour                           | 20     |        |
| 18   | 25 | Lucas di Grassi    | Virgin-Cosworth      | 53    | + 2 tours                          | 22     |        |
| 19   | 21 | Bruno Senna        | HRT-Cosworth         | 53    | +2 tours                           | 23     |        |
| 20   | 20 | Christian Klien    | HRT-Cosworth         | 53    | + 2 tours                          | 24     |        |
| 21   | 18 | Jarno Trulli       | Lotus-Cosworth       | 51    | Perte d'aileron arrière            | 19     |        |
| Abd. | 24 | Timo Glock         | Virgin-Cosworth      | 43    | Boîte de vitesses                  | 21     |        |
| Abd. | 3  | Michael Schumacher | Mercedes             | 0     | Collision                          | 8      |        |
| Abd. | 15 | Vitantonio Liuzzi  | Force India-Mercedes | 0     | Collision                          | 16     |        |

### Pole position et record du tour
- Pole position :  Sebastian Vettel (Red Bull-Renault) en 1 min 39 s 394 (201,163 km/h).
- Meilleur tour en course :  Lewis Hamilton (McLaren-Mercedes) en 1 min 41 s 274 (197,429 km/h) au quarante-septième tour.

### Tours en tête
- Sebastian Vettel (Red Bull-Renault) : 40 tours (1-24 / 40-55)
- Jenson Button (McLaren-Mercedes) : 15 tours (25-39)

## Classements généraux à l'issue de la course
| Pos.     | Pilote             | Écurie               | Points |
| -------- | ------------------ | -------------------- | ------ |
| Champion | Sebastian Vettel   | Red Bull-Renault     | 256    |
| 2        | Fernando Alonso    | Ferrari              | 252    |
| 3        | Mark Webber        | Red Bull-Renault     | 242    |
| 4        | Lewis Hamilton     | McLaren-Mercedes     | 240    |
| 5        | Jenson Button      | McLaren-Mercedes     | 214    |
| 6        | Felipe Massa       | Ferrari              | 144    |
| 7        | Nico Rosberg       | Mercedes             | 142    |
| 8        | Robert Kubica      | Renault              | 136    |
| 9        | Michael Schumacher | Mercedes             | 72     |
| 10       | Rubens Barrichello | Williams-Cosworth    | 47     |
| 11       | Adrian Sutil       | Force India-Mercedes | 47     |
| 12       | Kamui Kobayashi    | BMW Sauber-Ferrari   | 32     |
| 13       | Vitaly Petrov      | Renault              | 27     |
| 14       | Nico Hülkenberg    | Williams-Cosworth    | 22     |
| 15       | Vitantonio Liuzzi  | Force India-Mercedes | 21     |
| 16       | Sébastien Buemi    | Toro Rosso-Ferrari   | 8      |
| 17       | Pedro de la Rosa   | BMW Sauber-Ferrari   | 6      |
| 18       | Nick Heidfeld      | BMW Sauber-Ferrari   | 6      |
| 19       | Jaime Alguersuari  | Toro Rosso-Ferrari   | 5      |

| Pos.     | Écurie               | Points |
| -------- | -------------------- | ------ |
| Champion | Red Bull-Renault     | 498    |
| 2        | McLaren-Mercedes     | 454    |
| 3        | Ferrari              | 396    |
| 4        | Mercedes             | 214    |
| 5        | Renault              | 163    |
| 6        | Williams-Cosworth    | 69     |
| 7        | Force India-Mercedes | 68     |
| 8        | BMW Sauber-Ferrari   | 44     |
| 9        | Toro Rosso-Ferrari   | 13     |

## Statistiques
- 1er titre de champion du monde pour Sebastian Vettel.
- 15e pole position de sa carrière pour Sebastian Vettel.
- 20e pole position pour Red Bull en tant que constructeur.
- 175e pole position pour Renault en tant que motoriste.
- 10e victoire de sa carrière pour Sebastian Vettel.
- 15e victoire pour Red Bull Racing en tant que constructeur.
- 130e victoire pour Renault en tant que motoriste.
- Sebastian Vettel, à 23 ans 4 mois et 11 jours, devient le plus jeune champion du monde de l'histoire de la Formule 1.
- 1re fois de sa carrière que Sebastian Vettel mène le championnat du monde de Formule 1.
- 89e et dernier Grand Prix pour BMW Sauber.
- McLaren est la seule écurie à avoir inscrit des points lors de chaque manche du championnat du monde.
- Pour la première fois depuis la création du championnat du monde, 4 pilotes peuvent encore briguer le titre lors de la dernière manche du championnat.
- Christian Klien remplace Sakon Yamamoto chez HRT. Le pilote autrichien avait déjà remplacé le Japonais lors des Grand Prix de Singapour et du Brésil.
- Emanuele Pirro (37 départs en Grands Prix de Formule 1, 3 points inscrits entre 1989 et 1991 et quintuple vainqueur des 24 Heures du Mans en 2000, 2001,2002,2006 et 2007), a été nommé conseiller par la FIA pour aider dans leurs jugements le groupe des commissaires de course lors de ce Grand Prix.